# René Michel Pedroso
René Michel Pedroso Herrera es un deportista cubano que compitió en piragüismo en la modalidad de aguas tranquilas. Ganó una medalla de plata en los Juegos Panamericanos de 1999 en la prueba de K4 1000 m.

## Palmarés internacional
| Juegos Panamericanos | Juegos Panamericanos | Juegos Panamericanos | Juegos Panamericanos |
| Año                  | Lugar                | Medalla              | Competición          |
| -------------------- | -------------------- | -------------------- | -------------------- |
| 1999                 | Winnipeg (Canadá)    | Medalla de plata     | K4 1000 m            |